# Proceroecia microprocera
Proceroecia microprocera är en kräftdjursart som först beskrevs av Angel 1971.  Proceroecia microprocera ingår i släktet Proceroecia och familjen Halocyprididae. Inga underarter finns listade i Catalogue of Life.